# Tony Wren
Tony Wren (* 1947 in Brasilien) ist ein britischer Improvisationsmusiker (Kontrabass).

## Wirken
Wren studierte seit 1969 an der Durham University, wo er Phil Wachsmann, Richard Beswick und Simon Mayo traf, die weiteren Mitglieder des späteren, einflussreichen Improvisationsensembles Chamberpot. Gemeinsam veröffentlichten sie zwei Alben und eine Kassette. Daneben erkundete Wren Streicherensembles und eher jazzorientierte Gruppen: 1976 gründete er das London Bass Trio mit Marcio Mattos und Marc Meggido (später Simon H. Fell), das mehr als 25 Jahre tätig war. Mit den Cellisten Georgie Born und Dave Roberts und den Sängern Maggie Nicols, Marj McDaid und Ros Plotkin war er um 1980 auf Tournee in Europa. Zudem spielte er in Mama Lapato mit Larry Stabbins, Mark Charig, Martin Mayes und Paul Burwell. In Three Fish and a Bicycle arbeitete er mit Sylvia Hallett, Marj McDaid und Akemi Kuniyoshi.
Nach einer Spielpause seit Mitte der 1980er Jahre begann Wren 1997 wieder zu spielen, etwa im Quartett mit Chris Burn, Mark Wastell und Rhodri Davies. Wren gründete dann das Streichquartett Quatuor Accorde, aus dem sich Quartour Encorde entwickelte. Zudem arbeitete er bis 2012 mit Howard Riley, Larry Stabbins und Mark Sanders. Ferner tourte er im Unsolicited Music Ensemble mit Raymond Strid und Martin Küchen. Daneben arbeitete Wren mit Phil Wachsmann, Matt Hutchinson, Steve Noble, John Butcher, Maggie Nicols, Gail Brand, Tony Bevan, Alan Tomlinson, Roger Turner, Paul Rutherford, Harry Beckett und Milo Fine in Großbritannien sowie mit LaDonna Smith, Bruce Eisenbeil und Stephen Flinn in den USA.

## Diskographische Hinweise
- Richard Beswick, Simon Mayo, Phil Wachsmann, Tony Wren: Chamberpot (Bead Records 1976)
- Mama Lapato: (Bead Records 1982)
- Quatuor Accorde: Angel Wings (Emanem 2001, mit Charlotte Hug, Mark Wastell, Phil Durrant)[1]
- Tony Wren / Larry Stabbins / Howard Riley / Mark Sanders: Four in the Afternoon (Emanem 2002)[2]
- Quatuor Encorde: Ikebana (Emanem 2003, mit Phil Wachsmann, Charlotte Hug, Marcio Mattos)
- Larry Stabbins • Howard Riley • Tony Wren • Mark Sanders: St. Cyprians 2 (FMR Records 2012)